# Shanghai Baby (film)
Shanghai Baby è un film del 2007, diretto dal regista Berengar Pfahl e tratto dal romanzo omonimo  scritto dalla giovane autrice cinese Zhou Weihui.

## Edizione italiana
Il film è uscito nelle sale italiane il 12 settembre 2008 su distribuzione Delta Pictures - Slow Cinema. Doppiato a Torino dalla Telecittà Studios, si avvale della resa dei dialoghi curata da Flavia Fantozzi; la direzione del doppiaggio è di Mario Brusa.